# Hijas arrepentidas de Santa Magdalena
Hijas arrepentidas de Santa Magdalena o simplemente Arrepentidas o Penitentes es una congregación religiosa fundada en París en el año 1493. 
La congregación reunió a ciertas mujeres de mala vida después de ser convertidas por las exhortaciones del padre franciscano Juan Tisseran. Observan la regla de San Agustín y no puede ser admitida ninguna que no acredite haber sido antes de malas costumbres. 